# Niklas Gunnarsson
Niklas Gunnarsson (Tønsberg, 27 aprile 1991) è un calciatore norvegese, difensore dello Yverdon.

## Carriera

### Club
Gunnarsson ha iniziato la carriera professionistica con la maglia dell'Odd. L'8 febbraio 2011 ha infatti firmato il suo primo contratto con la squadra. Ha esordito nell'Eliteserien in data 25 marzo 2012, quando ha sostituito Fredrik Semb Berge nella sconfitta interna per 0-4 contro il Sogndal. Il 2 settembre dello stesso anno ha siglato la prima rete nella massima divisione locale, sancendo il successo per 0-1 sul campo dell'Haugesund. Ha chiuso la stagione con 26 presenze e una rete, tra campionato e coppa. È rimasto all'Odd anche per la stagione successiva, in cui ha disputato 30 incontri e segnato 2 reti, sempre tra campionato e coppa.
L'8 ottobre 2013 è stato reso noto che Gunnarsson aveva firmato un contratto triennale con il Vålerenga, che sarebbe stato valido a partire dal 1º gennaio successivo. Ha debuttato in squadra il 28 marzo 2014, impiegato da titolare nella sconfitta per 2-0 sul campo del Molde. Il 21 aprile ha realizzato la prima rete, nel 3-0 inflitto al Sandnes Ulf. Ha chiuso la prima stagione con 31 presenze e 2 reti all'attivo. È rimasto in squadra fino alla metà della stagione successiva.
Il 31 luglio 2015 è passato in prestito agli svedesi dell'Elfsborg. Il 9 agosto ha disputato la prima partita nell'Allsvenskan, schierato titolare nel pareggio a reti inviolate sul campo dell'Hammarby. Il 12 agosto ha segnato la prima rete nella massima divisione locale, nella vittoria per 2-3 sul campo del Gefle. Il 24 novembre 2015, l'Elfsborg ha confermato che il giocatore sarebbe tornato al Vålerenga per fine prestito, come da accordi.
Il 5 gennaio 2016, gli scozzesi dell'Hibernian hanno annunciato sul proprio sito internet d'aver ingaggiato Gunnarsson con la formula del prestito sino al termine della stagione in corso. Ha esordito in squadra il 9 gennaio, schierato titolare nella vittoria per 0-2 sui Raith Rovers, in una sfida valida per la Scottish Cup 2015-2016. Il 2 febbraio ha disputato la prima partita di campionato, impiegato in occasione del successo per 0-1 sul campo del Greenock Morton. Il 20 aprile ha segnato la prima rete con questa maglia, nella vittoria per 3-2 sui Rangers. L'Hibernian ha chiuso l'annata al 3º posto, qualificandosi ai play-off per determinare la promozione: Gunnarsson non è stato mai utilizzato in questa fase del campionato, in cui la squadra è stata eliminata in semifinale dal Falkirk. Il 21 maggio ha contribuito alla vittoria finale della Scottish Cup, subentrando a Paul Hanlon nella vittoria per 3-2 sui Rangers. Ha chiuso la stagione con 15 presenze e 2 reti, tra tutte le competizioni.
Il 21 luglio 2016, terminato il prestito all'Hibernian, Gunnarsson è tornato ad allenarsi con il Vålerenga. È tornato a vestire la maglia numero 2 e si è accomodato in panchina in occasione della 17ª, 18ª e 19ª giornata di campionato, senza essere impiegato. Il 9 agosto successivo è stato ceduto a titolo definitivo agli svedesi del Djurgården, a cui si è legato per i successivi due anni e mezzo.
Una volta scaduto il contratto, il giocatore norvegese si è accordato con la società italiana del Palermo ma solamente il 1º marzo 2019 è arrivata l'ufficialità con la firma di un contratto biennale.
Il 2 settembre 2019, libero da vincoli contrattuali, ha siglato un accordo valido fino al termine della stagione con il Sarpsborg 08.
Il 3 febbraio 2020, Gunnarsson ha firmato un contratto biennale con lo Strømsgodset. L'11 febbraio 2022 ha prolungato il contratto con il club per un'ulteriore stagione.
Svincolato al termine dell'accordo, in data 28 marzo 2023 è passato agli svedesi dell'IFK Norrköping, firmando un contratto valido fino al 1º agosto successivo.

### Nazionale
Gunnarsson ha rappresentato la Norvegia a livello Under-23. Il 22 maggio 2016, il commissario tecnico Per-Mathias Høgmo ha convocato per la prima volta Gunnarsson in Nazionale maggiore in vista della partita amichevole contro il Portogallo, che si sarebbe disputata pochi giorni dopo. Il 29 maggio è quindi sceso in campo in sostituzione di Martin Linnes nella sfida contro la selezione portoghese.

## Statistiche

### Presenze e reti nei club
Statistiche aggiornate al 17 marzo 2025.
| Stagione            | Club                | Campionato          | Campionato | Campionato | Coppe nazionali | Coppe nazionali | Coppe nazionali | Coppe continentali | Coppe continentali | Coppe continentali | Supercoppe | Supercoppe | Supercoppe | Totale | Totale |
| Stagione            | Club                | Comp                | Pres       | Reti       | Comp            | Pres            | Reti            | Comp               | Pres               | Reti               | Comp       | Pres       | Reti       | Pres   | Reti   |
| ------------------- | ------------------- | ------------------- | ---------- | ---------- | --------------- | --------------- | --------------- | ------------------ | ------------------ | ------------------ | ---------- | ---------- | ---------- | ------ | ------ |
| 2011                | Odd                 | ES                  | 0          | 0          | CN              | 0               | 0               | -                  | -                  | -                  | -          | -          | -          | 0      | 0      |
| 2012                | Odd                 | ES                  | 22         | 1          | CN              | 4               | 0               | -                  | -                  | -                  | -          | -          | -          | 26     | 1      |
| 2013                | Odd                 | ES                  | 26         | 2          | CN              | 4               | 0               | -                  | -                  | -                  | -          | -          | -          | 30     | 2      |
| Totale Odd          | Totale Odd          | Totale Odd          | 48         | 3          |                 | 8               | 0               |                    | -                  | -                  |            | -          | -          | 56     | 3      |
| 2014                | Vålerenga           | ES                  | 29         | 2          | CN              | 2               | 0               | -                  | -                  | -                  | -          | -          | -          | 31     | 2      |
| gen.-lug. 2015      | Vålerenga           | ES                  | 12         | 2          | CN              | 1               | 0               | -                  | -                  | -                  | -          | -          | -          | 13     | 2      |
| lug.-dic. 2015      | Elfsborg            | A                   | 11         | 1          | CS              | 0               | 0               | UEL                | -                  | -                  | -          | -          | -          | 11     | 1      |
| gen.-giu. 2016      | Hibernian           | 1D                  | 10         | 2          | CS+CdL          | 5+0             | 0               | -                  | -                  | -                  | -          | -          | -          | 15     | 2      |
| lug.-ago. 2016      | Vålerenga           | ES                  | 0          | 0          | CN              | 0               | 0               | -                  | -                  | -                  | -          | -          | -          | 0      | 0      |
| Totale Vålerenga    | Totale Vålerenga    | Totale Vålerenga    | 41         | 4          |                 | 3               | 0               |                    | -                  | -                  |            | -          | -          | 44     | 4      |
| ago.-dic. 2016      | Djurgården          | A                   | 13         | 2          | CS              | 1               | 0               | -                  | -                  | -                  | -          | -          | -          | 14     | 0      |
| 2017                | Djurgården          | A                   | 22         | 0          | CS              | 7               | 1               | -                  | -                  | -                  | -          | -          | -          | 29     | 1      |
| ago.-gen. 2019      | Djurgården          | A                   | 19         | 0          | CS              | 1               | 0               | -                  | -                  | -                  | -          | -          | -          | 21     | 0      |
| Totale Djurgården   | Totale Djurgården   | Totale Djurgården   | 54         | 2          |                 | 9               | 1               |                    | -                  | -                  |            | -          | -          | 63     | 3      |
| mar.-giu. 2019      | Palermo             | B                   | 0          | 0          | CI              | -               | -               | -                  | -                  | -                  | -          | -          | -          | 0      | 0      |
| set.-dic. 2019      | Sarpsborg 08        | ES                  | 10         | 0          | CN              | -               | -               | -                  | -                  | -                  | -          | -          | -          | 10     | 0      |
| 2020                | Strømsgodset        | ES                  | 26         | 0          | -               | -               | -               | -                  | -                  | -                  | -          | -          | -          | 26     | 0      |
| 2021                | Strømsgodset        | ES                  | 19         | 0          | CN              | 5               | 1               | -                  | -                  | -                  | -          | -          | -          | 24     | 1      |
| 2022                | Strømsgodset        | ES                  | 22         | 1          | CN              | 2               | 1               | -                  | -                  | -                  | -          | -          | -          | 24     | 2      |
| Totale Strømsgodset | Totale Strømsgodset | Totale Strømsgodset | 67         | 1          |                 | 7               | 2               |                    | -                  | -                  |            | -          | -          | 74     | 3      |
| 2023                | IFK Norrköping      | A                   | 11         | 0          | CS              | 0               | 0               | -                  | -                  | -                  | -          | -          | -          | 11     | 0      |
| 2023-2024           | Yverdon             | SL                  | 20         | 0          | CS              | 1               | 0               | -                  | -                  | -                  | -          | -          | -          | 21     | 0      |
| 2024-feb. 2025      | Yverdon             | SL                  | 11         | 0          | CS              | 2               | 0               | -                  | -                  | -                  | -          | -          | -          | 13     | 0      |
| Totale Yverdon      | Totale Yverdon      | Totale Yverdon      | 31         | 0          |                 | 3               | 0               |                    | -                  | -                  |            | -          | -          | 34     | 0      |
| feb.-giu. 2025      | Neuchâtel Xamax     | CL                  | 5          | 0          | CS              | -               | -               | -                  | -                  | -                  | -          | -          | -          | 5      | 0      |
| Totale carriera     | Totale carriera     | Totale carriera     | 288        | 13         |                 | 35              | 3               |                    | -                  | -                  |            | -          | -          | 323    | 16     |

### Cronologia presenze e reti in nazionale
| Cronologia completa delle presenze e delle reti in nazionale ― Norvegia | Cronologia completa delle presenze e delle reti in nazionale ― Norvegia | Cronologia completa delle presenze e delle reti in nazionale ― Norvegia | Cronologia completa delle presenze e delle reti in nazionale ― Norvegia | Cronologia completa delle presenze e delle reti in nazionale ― Norvegia | Cronologia completa delle presenze e delle reti in nazionale ― Norvegia | Cronologia completa delle presenze e delle reti in nazionale ― Norvegia | Cronologia completa delle presenze e delle reti in nazionale ― Norvegia |
| Data                                                                    | Città                                                                   | In casa                                                                 | Risultato                                                               | Ospiti                                                                  | Competizione                                                            | Reti                                                                    | Note                                                                    |
| ----------------------------------------------------------------------- | ----------------------------------------------------------------------- | ----------------------------------------------------------------------- | ----------------------------------------------------------------------- | ----------------------------------------------------------------------- | ----------------------------------------------------------------------- | ----------------------------------------------------------------------- | ----------------------------------------------------------------------- |
| 29-5-2016                                                               | Porto                                                                   | Portogallo                                                              | 3 – 0                                                                   | Norvegia                                                                | Amichevole                                                              | -                                                                       | 86’                                                                     |
| Totale                                                                  |                                                                         | Presenze                                                                | 1                                                                       |                                                                         | Reti                                                                    | 0                                                                       |                                                                         |

## Palmarès

### Club

#### Competizioni nazionali
- Coppa di Scozia: 1

Hibernian: 2015-2016
- Coppa di Svezia: 1

Djurgården: 2017-2018